# Mercator (obra)
Mercator o El mercader es una comedia de enredo latina escrita por Tito Maccio Plauto. Se inspira en la obra teatral griega homónima: el Emporos de Filemón. Se piensa que pertenece a la primera etapa de la obra de Plauto, por lo que hubo de ser escrita antes del año 200 a. C. En ella, Plauto adopta un tono moralizador que perjudica en cierta forma el conjunto de la pieza.

## Personajes
Véase Personajes comunes de la comedia romana
Véase Personajes típicos de la comedia plautina
- El mozo CARINO (CHARINVS ADVLESCENS).

- El esclavo[1] ACANTIÓN (ACANTHIO SERVVS): siervo de Carino.

- El viejo DEMIFÓN (DEMIPHO SENEX): padre de Carino.

- El viejo LISÍMACO (LYSIMACHVS SENEX).

- Un esclavo (SERVVS).

- El mozo EUTICO (EVTYCHVS ADVLESCENS): hijo de Lisímaco y amigo de Carino.

- La meretriz[2] PASICOMPSA (PASICOMPSA MERETRIX): hermosa rodia de la que están prendados Carino y Demifón, hijo y padre.

- La matrona[3] DORIPA (DORIPPA MATRONA): madre de Eutico y esposa de Lisímaco.

- La vieja SIRA (SYRA ANVS):[4] esclava de Doripa.

- Un COCINERO (COCVS).

## Argumento
El joven Carino regresa a casa tras un exitoso viaje de negocios a Rodas. En el barco trae consigo a la joven Pasicompsa, una hermosa muchacha a la que ha comprado como esclava y de la que se ha enamorado locamente. Cuando el padre de Carino, Demifón, acude al puerto para darle la bienvenida, no encuentra a su hijo, que se ha ausentado un momento, pero sí ve a Pasicompsa, de la que también se enamora al instante. Al preguntar quién es esa joven tan hermosa, el esclavo de Carino, Acantión, no se atreve a decirle la verdad y se inventa una historia, afirmando que su amo Carino ha comprado a la muchacha para convertirla en esclava de su madre. Demifón urde entonces un plan para apoderarse de ella. En efecto, tras una violenta discusión, logra convencer a su hijo Carino de que no se la lleve a casa y se la ceda a Lisímaco, un viejo amigo suyo.
A petición del viejo Demifón, Lisímaco esconde en su propia casa a Pasicompsa, aprovechando que su esposa Doripa está en el campo. Sin embargo, esta regresa a la ciudad antes de lo previsto y, al descubrir a la joven Pasicompsa, se indigna y empieza a discutir con su esposo. Gracias a esta discusión, el hijo de ambos, Eutico, se entera de que la esclava rodia está retenida en su casa, y corre a avisar a su amigo Carino.
Al final, Demifón se dará cuenta de que Carino está enamorado de Pasicompsa y que la ha traído a casa no como le había dicho el esclavo Acantión, no para regalársela a su madre, sino para casarse con ella. Ante esto, el viejo Demifón se da por vencido, renuncia a la muchacha y acaba permitiendo que sea su hijo quien se quede con la joven. De este modo, el amor entre los dos jóvenes acaba triufando por encima de todos los obstáculos y las intrigas maquinadas por los viejos.